# Amfolyt
Amfolyty jsou chemické sloučeniny, které ve své molekule obsahují kyselé i zásadité funkční skupiny. Při určitém pH, označovaném jako izoelektrický bod, se amfolyty vyskytují ve formě zwitteriontu neboli amfiontu, kdy jsou kyselé i zásadité skupiny disociované a sloučenina se navenek chová jako elektricky neutrální. 
Amfolyty jsou podskupinou tzv. amfoterních látek, což jsou sloučeniny, které mohou reagovat jako kyseliny i jako zásady, tj. mohou v reakci odevzdat i přijmout proton. 
Nejznámějším příkladem amfolytů jsou aminokyseliny, které obsahují ve své molekule jednak zásaditou funkční skupinu (aminovou –NH2) a jednak i kyselou funkční skupinu (karboxylovou –COOH). Izoelektrický bod u aminokyselin s jednou aminoskupinou a jednou karboxylovou skupinou lze vypočítat z disociačních konstant (resp. jejich záporných logaritmů – pK) těchto dvou skupin:
{\displaystyle \ pI={\frac {pK_{1}+pK_{2}}{2}}}
U složitějších sloučenin nelze izoelektrický bod snadno vypočítat a určuje se experimentálně.